# Синявець Вікрама
Синявець Вікрама (Pseudophilotes vicrama) — вид денних метеликів родини синявцевих (Lycaenidae).

## Етимологія
Вікрама — найвищий титул індійських монархів.

## Поширення
Вид поширений в Європі, Західній та Центральній Азії. В Україні звичайний вид у степовій та лісостеповій зоні, на Прикарпатті та Закарпатті, у Гірському Криму.

## Опис
Розмах крил 21-25 мм. У самців крила у верхній частині бліді, синювато-блакитні, зовнішній край облямований чорнуватими цятками. На задніх крилах є по 4-5 дрібних помаранчевих цяток. У самиць крила сірувато-бурі, в прикореневій частині легке блакитне напилення. У обох нижня сторона крил блакитно-сіра, в прикореневій частині вузьке блакитне напилення. На краях крил строката бахрома.
Гусениця завдовжки до 13 мм зеленого забарвлення, з малиновою смугою уздовж спини. Смуга обмежена з боків на кожному членику широкими плямами біло-рожевого кольору. Над ногами біла лінія з червонуватими краями. На боках малюнок, утворений косими світлими штрихами.

## Спосіб життя
Мешкає на цілинних і піщаних степах, на схилах балок, у лісах по берегах невеликих річок, на лугах, серед галявин соснових лісів. Метелики літають з квітня по липень. Гусениці харчуються квітками і насінням чебрецю, буркуна, в'язелю. Гусениці останнього віку є мірмекофілами — підгодовуються мурахами Myrmica sabuleti. Заляльковуються на поверхні ґрунту. Зимують в стадії лялечки.